# 米托利厄斯 (俄勒冈州)
米托利厄斯（Metolius）是美国俄勒冈州杰斐逊县的一座城市。該市名稱來自於德舒特河的一条支流梅托留斯河。根據2010年美國人口普查當地人口為710人。